# Mark Trodden
Mark Trodden (né en 1968 à Wigan en Angleterre) est un scientifique anglais, théoricien de la cosmologie et physicien des particules. Il occupe la chaire de professeur de physique Fay et Eugene Langberg à l'Université de Pennsylvanie, où il est également codirecteur du Centre de cosmologie de particules. Il demeure à Philadelphie (en Pennsylvanie).
Trodden se décrit lui-même comme un "cosmologiste des particules".

## Éducation et carrière
Trodden a obtenu son baccalauréat universitaire en mathématiques ainsi qu'un Certificat d'études avancées à l'Université de Cambridge. Il passa ensuite une année à Cambridge comme chercheur ainsi qu'à superviser des étudiants. En 1992, il alla poursuivre aux États-Unis le programme de doctorat de l'Université Brown à Providence (Rhode Island), où il obtint son diplôme en 1995. Il fut ensuite chercheur associé pendant deux ans au MIT à Boston (Massachusetts), puis deux années de plus à la Case Western Reserve University à Cleveland (Ohio). De 2000 à 2009, Trodden fit partie de l'équipe d'enseignants de l'Université de Syracuse (dans l'État de New York), assurant des cours de 2005 à 2009.

## Recherche
Les principaux sujet de recherche de Mark Trodden sont les implications cosmologiques de la théorie quantique des champs, la Relativité générale et la théorie des supercordes. Avec Sean Carroll, Trodden a présenté une nouvelle classe de défauts topologiques dans les théories des champs ordinaires.
Ses travaux d'étude théorique et de compréhension des premiers âges de l'Univers ont été largement cités et font l'objet d'une reconnaissance soutenue de la part de la communauté scientifique.
Précisément, la recherche de Trodden se concentre sur les configurations qui consistent en solitons topologiques se terminant en d'autres de dimensions égales ou supérieures. Dans de tels modèles, le défaut de dimension supérieur produit les conditions aux frontières de Dirichlet pour celui de dimension inférieure.
Avec ses collaborateurs, Anne-Christine Davis et Steven Davis, Mark Trodden a également effectué des recherches sur la physique des particules et les propriétés cosmologiques des défauts topologiques des théories supersymétiques. Leur première étude, relative aux théories abéliennes démontra que toute théorie supersymétrique abélienne brisée spontanément admet comme solutions des cordes cosmiques qui sont supraconductrices du fait des modes zéro des fermions. Par la suite, en utilisant les transformations de la supersymétrie, ils montrèrent comment calculer les supercourants selon les termes des champs de cordes sous-jacents. Ils parvinrent également à étendre ces résultats aux théories non abéliennes et recherchèrent les effets d'une brisure douce de la supersymétrie.

## Articles scientifiques
- Mark Trodden, et al., Is Cosmic Speed-Up Due to New Gravitational Physics? (L'accélération cosmique est-elle due à une nouvelle physique gravitationnelle ?), Physical Review, 2004.
- Mark Trodden, et al., Can the dark energy equation-of-state parameter w be less than -1? (Le paramètre w de l'équation d'état de l'énergie sombre peut-il être inférieur à -1 ?), Physical Review, 2003.
- Mark Trodden, et al., The State of the Dark Energy Equation of State (L'état de l'équation d'état de l'énergie sombre), Physical Review, 2003.